# علي العابد (دراج)
علي العابد (1970  -  ) رياضي من الإمارات العربية المتحدة. تنافس في دورة الألعاب الأولمبية الصيفية لعام 1988 ودورة الألعاب الأولمبية الصيفية لعام 1992.

## روابط خارجية
- علي العابد على موقع أوليمبيديا (الإنجليزية)